# Dulliken
Dulliken (toponimo tedesco) è un comune svizzero di 4 897 abitanti del Canton Soletta, nel distretto di Olten.